# جينارو سكارلاتو
جينارو سكارلاتو (بالإيطالية: Gennaro Scarlato)‏ (3 مايو 1977 بنابولي في إيطاليا - ) هو لاعب كرة قدم إيطالي في مركز الدفاع. شارك مع منتخب إيطاليا تحت 18 سنة لكرة القدم ومنتخب إيطاليا تحت 21 سنة لكرة القدم. أما مع النوادي، فقد لعب مع نادي أودينيزي ونادي ترنانا ونادي تورينو ونادي رافينا ونادي سبيزيا ونادي فروسينوني ونادي فيتشينزا ونادي كروتوني ونادي نابولي وكوسينزا كالشيو وFC Real Città di Vico Equense ‏ وSSD Ischia Calcio ‏.

## وصلات خارجية
- جينارو سكارلاتو على موقع الاتحاد الدولي (مؤرشف)  (الإنجليزية)
- جينارو سكارلاتو على موقع قاعدة بيانات كرة القدم.إي يو (الإنجليزية)
- جينارو سكارلاتو على موقع عالم كرة القدم.نت (الإنجليزية)
- جينارو سكارلاتو على موقع أوليمبيديا (الإنجليزية)